# 1990年上海
|        | 上海历史 |
| 世紀： | 19世紀上海 \| 20世紀上海 \| 21世紀上海                                                                                     |
| 年代： | 1960年代上海 \| 1970年代上海 \| 1980年代上海 \| 1990年代上海 \| 2000年代上海 \| 2010年代上海 \| 2020年代上海               |
| 年份： | 1986年上海 \| 1987年上海 \| 1988年上海 \| 1989年上海 \| 1990年上海 \| 1991年上海 \| 1992年上海 \| 1993年上海 \| 1994年上海 |
| 紀年： | 庚午年（马年）、上海开埠147周年、上海设市63周年                                                                            |

## 主要官员

### 党委
- 市委书记：朱镕基

### 人大
- 人大常委会主任：叶公琦

### 政府
- 市长：朱镕基

### 法院
- 院长：顾念祖

### 检察院
- 检察长：石祝三

### （党）纪委
- 书记：张定鸿

### 政协
- 主席：谢希德

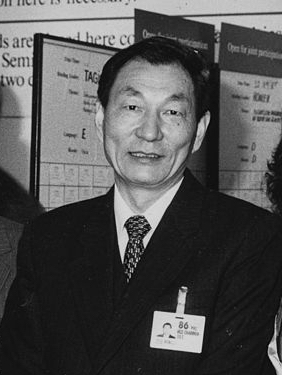
市委书记、市长朱镕基

## 大事记
2月10日——江苏太仓地震，波及上海。
2月28日——市政府召开“菜篮子”工程会议。市长朱镕基致信提出上海“菜篮子”工程的最终目标，要做到生产现代化、销售超级化、产供销一体化。
3月6日——成立妇女儿童保护委员会。
3月8日——上海地铁一号线开工，南起新龙华，北至上海火车站，长14.57公里。
4月18日－國務院總理李鵬在上海宣布，中共中央、國務院同意上海市加快浦東地區的開發。
4月23日——江南造船厂为美国福茂航运公司建造的心梅号6.5万吨货轮下水。
4月23日——延安东路隧道通行电车隧道五线，为国内首条过江隧道电车线。
5月3日——上海市政府浦东开发办公室和浦东开发规划研究院开始办公。
5月6～26日——上海市第九届体育运动会举行。
5月12～22日——1990年上海艺术节举行。
5月15～17日——第五届环太平洋港口讨论会在沪举行，21个中外港口派代表与会。
5月17日——上海性社会学研究中心主持进行的全国性文明调查获得成功。
5月18日——上海市投资信托公司被联合国跨国公司中心列为跨国公司，为中国大陆首家跨国公司。
5月25日——上海商城开业。
5月29日——上海最大的火力发电厂石洞口电厂4台30万千瓦机组全部建成，总容量120万千瓦，占全市发电装机容量近30%。
5月29日——五卅运动纪念碑在人民公园落成。
6月11日——中华人民共和国卫生部确认上海市在全国省、市、自治区中第一个基本消灭麻风病。11月4日在全国第四次麻风病防治工作会议上正式宣布上海市基本消灭麻风病。
6月17日——上海飞机制造厂和上海广播器材厂联合研制成功6讯道彩色电视转播车。
6月18日——虹桥经济技术开发区第一家中外合资企业扬子江大酒店开业。
6月19日——大中华橡胶厂和正泰橡胶厂组建为上海轮胎橡胶（集团）公司。
6月23日——上海海洋地质调查局在东海油气勘查中，发现1个油气田和4个含油气构造，打出高产井。
6月23日——上海医疗器械厂等制成中国第一台国产全身CT，功能达到国际水平。
7月12日——上海自行车（集团）公司成立，由13家自行车专业厂及有关厂组成。
7月26日——60万千瓦超临界冷凝器在沪制成，为中国火电设备制造技术实现一大突破。
8月5日——全国第一台陶瓷发动机在沪制成。
8月9日——上海制成全国第一台国产直角平面大屏幕彩色电视墙，提供在北京举办的亚洲运动会使用。
8月10日——虹口区被列为世界第一个城市初级卫生保健发展合作中心。
8月22～28日——第十一届世界女子排球锦标赛（上海赛区）在上海体育馆举行。
8月24日——农业银行上海市浦东分行正式开业，这是浦东新区首家银行分行。
8月27日——美国休斯公司测试数据标明，上海航天局生产的长征3号火箭飞行速度达到国际先进水平。
8月,上海白玉兰戏剧表演艺术奖创设，每年颁奖。
9月3日 上海航天基地独立设计制造的第二颗气象卫星风云一号发射成功。
9月11日——浦东外高桥保税区开发公司、金桥出口加工区开发公司和陆家嘴金融贸易区开发公司成立。
9月21日——《上海市女职工劳动保护办法》发布。11月1日起施行。
9月21日——全国最大的计算机合资企业华普公司在沪成立。
9月28日——市人大常委会发布公告，以市花白玉兰和沙船、螺旋桨组成的三角形图案为上海市市标。
10月1日——经美方检查通过，上海第一制药厂等6家药厂的产品进入美国市场。
10月7日——中国旅游交易会在上海举行。
10月8日——上海新锦江大酒店开业。
10月21日——宝钢集团对日出口白云石，为中国矿石首次进入日本冶金原料市场。
10月24日——上海国际财务有限公司成立，由中国银行上海分行、交通银行上海分行、日本株式会社三和银行和香港东亚银行共同投资。
11月6日——国内最大轿车生产基地上海大众汽车有限公司全面建成。
11月上旬，上海光学仪器研究所等单位首次研制开发成功被列为世界十大科技贡献之一的光学仪器计算机辅助设计系统（即CAD系统）。
11月10～15日——第三届上海电视节举办。
11月12日——中国第二代氟碳人造血在上海有机化学研究所研制成功。
11月20日——上海市长途电信局引进瑞典爱立信公司ETACS900兆赫蜂窝式移动电话（B网），是日投入使用。
11月25日——报载，自1986年4月26日首次开展无偿献血活动后，全市共有24832人无偿献血。
11月26日——经国务院授权，中国人民银行批准，上海证券交易所成立，为改革开放以来大陆开业的首家证券交易所。12月19日开业。
12月6日——上海市从当日零点始，启用“120”急救电话号码。
12月21日——上海远洋运输公司建成中国第一个环太平洋集装箱运输网络。
12月22日——莘松高速公路（莘庄-松江）竣工通车。始建于1985年5月23日。
12月28日——长桥水厂历经4次扩建，供水能力达140万立方米，为当时全市最大的水厂。

## 经济
是年——上海市国民生产总值达到737亿元，与1980年同比增长1.03倍，实现十年翻一番的战略目标。上海市国内生产总值756.45亿元。

## 环境
3月9日——国家环保局公布上海市1989年城市环境综合整治定量考核总分为55.9分，位列全国37个城市第三十二名。
8月9日——上海被列入全国缺水城市之一（水质型缺水），日供应量每年以20万吨递增，自然水资源跟不上需求。

## 人口
11月8日——上海市统计局发布第4次人口普查公报，上海市人口1333.4万人。
是年，上海市户籍人口1283.35万人，从业人员766.88万人。